# Rudy Dżil i jego pies
Rudy Dżil i jego Pies (ang. Farmer Giles of Ham, pełny tytuł oryginału: Farmer Giles of Ham: Aegidii Ahenobarbi Julii Agricole de Hammo, Domini de Domito, Aule Draconarie Comitis, Regni Minimi Regis et Basilei mira facinora et mirablis exortus, or in the vulgar tongue, The Rise and Wonderful Adventures of Farmer Giles, Lord of Tame, Count of Worminghall and King of the Little Kingdom), w innych wydaniach także Gospodarz Giles z Ham – opowiadanie dla dzieci autorstwa J.R.R. Tolkiena opublikowane w 1949, opisujące historię tytułowego farmera Dżila, który pokonuje smoka i zostaje królem Małego Królestwa.
Tekst pochodzi od opowieści, którą Tolkien opowiadał swoim dzieciom w latach 20. XX w. W 1938 Tolkien odczytał manuskrypt, zamiast zapowiedzianego wykładu o baśniach na spotkaniu Lovelace Society; ostatecznie został wydany w 1949 roku, z ilustracjami Pauline Baynes.

## Fabuła
Akcja toczy się w Anglii w czasach wczesnego średniowiecza – w tekście wprost określonych jako przed panowaniem króla Artura i powstaniem heptarchii, ale pojawiają się w nim ahistoryzmy (np. wynaleziony w XVII w. garłacz), dlatego czas opowieści należy uznać za „półlegendarny”. 
Gospodarz Dżil (pełne imię: Aegidius Ahenobarbus Julius Agricola de Hammo) żyje spokojnie w wiosce Ham. Pewnej nocy jego pies Garm ostrzega go przed buszującym po jego polach olbrzymem. Dżil przypadkiem odpędza intruza i zostaje lokalnym bohaterem, a nawet dostaje od króla miecz Caudimordax, niegdyś należący do wielkiego bohatera. Niestety, po kilku miesiącach smok Chrysophylax napada na królestwo. Gospodarz po raz kolejny broni swej wioski. Pokonany smok oszukuje mieszkańców Ham obietnicami oddania im swoich skarbów i ucieka. Gdy król dowiaduje się o skarbach, przybywa do wioski, by poczekać na powrót smoka. Kiedy jednak gad nie wraca, władca organizuje wyprawę po skarby, na którą wyrusza też Dżil. Rycerze zostają przepędzeni przez Chrysophylaksa, ale gospodarzowi udaje się po raz kolejny pokonać smoka, który w zamian za darowanie życia i części skarbu obiecuje pomoc w zachowaniu bogactwa. Gospodarz Dżil wraca do Ham, odpiera atak zazdrosnego o skarb króla i sam ustanawia własne „Małe Królestwo”.

## Krytyka literacka
Punktem wyjścia dla Tolkiena były żartobliwe spekulacje na temat nazwy wioski Worminghall, a w tekście pojawia się wiele prawdziwych miejscowości leżących niedaleko Oksfordu, gdzie mieszkał i pisał. Są to Thame, Oakley, Oxenford (czyli Oksford), Tamworth, Farthinghoe, rzeka Tamiza i (nieco dalej położone) Góry Pennińskie. Tolkien miał niemal obsesję na punkcie nazw i ich etymologii i lubił tworzyć nowe nazwy, co widać w tekście Rudego Dżila…. Widać też umiłowanie Tolkiena dla środkowej Anglii. „Małe Królestwo”, które założył Dżil można utożsamiać z terenem dzisiejszego Buckinghamshire, a „Średnie Królestwo”, z którego wykroił swoje nowe władztwo – z Mercją. 
Aczkolwiek Rudy Dżil i jego pies jest opowieścią dla dzieci, jest w niej dużo aluzji do wielu klasycznych dzieł literatury angielskiej, takich jak Beowulf, Opowieści kanterberyjskie Chaucera, Król Lear, Historia Regum Britanniae Geoffreya z Monmouth, legend arturiańskich z Panem Gawenem i Zielonym Rycerzem na czele, a także średniowiecznych kalendarzy, bajek i wierszy dla dzieci i Oxford English Dictionary (OED), skąd zaczerpnięta jest, zacytowana wprost, definicja garłacza (prawdopodobnie „czterej uczeni z Oxenfordu” to aluzja do czterech naczelnych redaktorów OED). Tolkien robi też żartobliwe przytyki badaczom traktującym opowieści jedynie jako źródło informacji o nazwach miejscowości, a postać pełnego niepraktycznej wiedzy książkowej proboszcza z Ham można odczytać jako ironiczną aluzję do samego autora.

## Dzieła pochodne
Polskie tłumaczenie Marii Skibniewskiej pod pełnym tytułem Rudy Dżil i jego pies: Aegidii Ahenobarbi Julii Agricole de Hammo Domini de Domito Aule Draconarie Comitis Regni Minimi Regis et Basilei mira facinora et mirabilis exortus czyli W języku pospolitym Wywyższenie i cudowne przygody Rudobrodego Dżila, gospodarza z Ham, Pana oswojonego smoka, Króla Małego Królestwa ukazało się nakładem „Iskier” w 1962 roku i było kilkukrotnie wznawiane. W tłumaczeniu Cezarego Frąca tytuł brzmi Gospodarz Giles z Ham.
W 1985 Telewizja Polska pokazała teatralną ekranizację Rudego Dżila… pt. Pogromca smoków wg tłum M. Skibniewskiej, w reżyserii Krzysztofa Grabowskiego, w trzech częściach, z Jerzym Bińczyckim w roli Dżila, a także Ewą Kolasińską, Zdzisławem Kozieniem i Mieczysławem Grabką.